# Vlagyimir Nyikolajevics Szergejev
Vlagyimir Nyikolajevics Szergejev (?, 1952. május 31. –) orosz diplomata, Oroszország budapesti nagykövete (2014–2021).

## Pályafutása
1974-ben diplomázott a moszkvai Nemzetközi Kapcsolatok Intézetében (MGIMO), majd rögtön külügyi szolgálatba állt. 1977-ig szolgált Szovjetunió konstancai főkonzulátusán, majd a bukaresti szovjet nagykövetségre került, ahol 1981-ig dolgozott beosztott diplomataként. 1987 és 1993 között előbb a Szovjetunió, majd Oroszország ENSZ-missziójának tagjaként dolgozott. 1997-ben visszatért hazája állandó ENSZ-képviseletébe, mint vezető tanácsadó. 2004 és 2010 között Oroszországnak a a bécsi nemzetközi szervezetek mellett működő képviseletének helyettes vezetője volt. 2010-ben visszatért az Orosz Külügyminisztériumba, ahol a nemzetközi szervezetek osztályának vezetőhelyettese lett. 2011-ben ugyanennek az osztálynak a vezetőjévé nevezték ki, 2014-ig töltötte be ezt a pozíciót. 2014. szeptember 24-én nevezték ki Oroszország budapesti nagykövetsége élére rendkívüli és meghatalmazott nagyköveti rangban; posztján elődje Alekszandr Alekszandrovics Tolkacs volt.
Angolul, románul és franciául beszél. Házas.
2021 márciusában, a magyar–orosz kapcsolatok fejlesztését elkötelezetten támogató tevékenysége, a két ország közötti politikai, gazdasági és kulturális együttműködésben vállalt jelentős szerepe elismeréseként Áder János államfőtől megkapta a Magyar Érdemrend középkeresztje a csillaggal kitüntetést.